# Sibilla (Sartorio)
Sibilla poema drammatico in quattro atti, è un libro d'artista di Giulio Aristide Sartorio, autore di immagini e testo, edito dalla casa editrice L'Eroica nel 1922.
Il volume, di 25 x 31 cm, si compone di 232 pagine, di cui 219 incise con immagini, fregi decorativi e/o testo. La tiratura è di 1333 copie, firmate dall'autore e dall'editore Ettore Cozzani e di alcune copie avanti numero. Finita l'impressione tutto il materiale tipografico venne distrutto.
La stampa fu realizzata nell'Officina Fratelli Magnani di Pescia.
Il testo del poema si rifà alla stessa leggenda a cui si ispirò Wagner per il Tannhäuser, la cui radice Sartorio rivendica all'Italia, in un episodio del Guerrino Meschino di Andrea da Barberino che in Germania trovò connubio con leggende locali per poi avere successo tramite scrittori e poeti, mentre in Italia ciò non accadde. Il poema tratta il tema della femme fatale che abbaglia l'uomo.

## Tecnica
Unendo la tecnica xilografica e l'incisione su zinco, furono realizzate dall'autore tutte le lettere del testo. Infatti le lastre vennero scavate con l'acido in modo da lasciare le lettere aggettanti sulla matrice, le stampe furono ottenute inchiostrando la matrice metallica a rilievo, infatti nelle pagine del volume non sono presenti i segni dell'impressione della lastra che si trovano solitamente nelle stampe con matrici ad incavo.
Per creare il libro il manoscritto venne ricopiato su carta velina, prima a lapis e poi ripassato a china modulando e calibrando i rapporti tra bianco e nero nella pagina e la sua uniformità stilistica. Successivamente le veline vennero incollate su cartone, per le definitive coloriture ed i ritocchi prima di essere riprodotte dallo zincografo con fotoincisione a tratto. 
Per le immagini l'artista eseguì dapprima le xilografie, facendo ricavare dalla stampa a mano di esse il cliché da fare poi stampare, come il testo, con il processo tipografico: questo metodo non convenzionale fu adottato a ragione della tiratura elevata e per garantire uniformità nei neri del testo e delle immagini, attraverso il solito tipo di inchiostratura.

## Stile
L’unitaria concezione dell'artista si estende nelle parole, nelle immagini e nei caratteri del libro, come un ritorno al codice miniato, che può trovare precedenti dal punto di vista grafico e tipografico nella Kelmscott Press di William Morris, ma nel caso di Sibilla testo, illustrazioni e caratteri sono opera della stessa persona.
I caratteri con cui Sartorio trascrisse il testo si accordano con i neri intensi delle tavole illustrate, vi si può ritrovare lo stile tardo preraffaellita, mentre echi dannunziani sono espressi nella misura metrica del novenario e dell’ottonario.